# Dålk-Gletscher
Der Dålk-Gletscher ist ein 13 km langer Gletscher an der Ingrid-Christensen-Küste des ostantarktischen Prinzessin-Elisabeth-Lands. Er fließt die Dålkøy Bay, den südöstlichen Teil der Prydz Bay, die er zwischen den Larsemann Hills und der Landspitze Steinnes erreicht.
Norwegische Kartografen kartierten ihn anhand von Luftaufnahmen, die bei der Lars-Christensen-Expedition 1936/37 entstanden. Der US-amerikanische Kartograf John Hobbie Roscoe (1919–2007) benannte ihn 1952 nach der Auswertung der Luftaufnahmen der Operation Highjump (1946–1947). Namensgebend ist die vorgelagerte Insel Dålkøy.